# Mord im Mittsommer
Mord im Mittsommer (Originaltitel: Morden i Sandhamn) ist eine schwedisch-deutsch-norwegische Krimiserie, die auf Romanen und Drehbüchern der schwedischen Schriftstellerin Viveca Sten basiert und 2010 begonnen hat. Die Autorin stammt aus Stockholm, lebt aber zeitweilig in Sandhamn, wo ihre Kriminalromane deshalb spielen. Gedreht wurde am Originalschauplatz in Sandhamn und im Polizeihauptquartier in Stockholm.

## Handlung
Die Krimiserie spielt in Sandhamn, das sich auf der äußeren Schäreninsel Sandön östlich von Stockholm befindet. Der geschiedene Kommissar Thomas Andreasson löst mit Hilfe seiner Kollegin Mia Holmgren und einer früheren Schulkameradin, Nora Linde, Kriminalfälle. Die Ehe von Nora mit Henrik kriselt wegen Henriks Eifersucht, außerdem kommen sich Nora und Thomas im Verlauf der Serie näher.

## Besetzung und Synchronisation
| Rollenname                 | Rolle | Schauspieler            | Staffeln       | Synchronsprecher                      |
| -------------------------- | --- | ----------------------- | -------------- | ------------------------------------- |
| Thomas Andreasson          | leitender Kriminalermittler bei der Polizei Nacka, hat ein Sommerhaus auf Harö, kommt wieder mit seiner Ex-Frau Pernilla zusammen, sie haben eine gemeinsame Tochter, Elin, trennt sich wieder von Pernilla, zieht nach Kopenhagen um, als Pernilla und Elin dorthin ziehen | Jakob Cedergren         | 1–6            | Alexander Brem                        |
| Alexander Forsman          | leitender Kriminalermittler bei der Polizei Nacka | Nicolai Cleve Broch     | 7–9            | Manou Lubowski                        |
| Nora Linde                 | Finanzanwältin, arbeitet bei der Nacka Bank, hat ein Sommerhaus in Sandhamn, erbt die nebenan gelegene Brandska Villa von Signe, wird Jonas’ Partnerin, später Staatsanwältin bei der Abteilung für Finanzkriminalität                                                      | Alexandra Rapaport      | 1–9            | Angela Wiederhut                      |
| Margit Grankvist           | Polizeichefin von Nacka, Vorgesetzte von Thomas | Anki Lidén              | 1–6            | Dagmar Dempe                          |
| Mia Holmgren               | Polizeibeamtin in Nacka, ersetzt Carina, verlässt die Polizei nach der 6. Staffel | Sandra Andreis          | 2–6            | Anke Korte                            |
| Anna                       | Tochter von Nora und Henrik, hat später Sommerjobs als Café-Kellnerin, Aushilfskellnerin beim Catering | Ping Mon H. Wallén      | 1–4, 6–7       | Enola Fladée, Anouk Elias (Staffel 7) |
| Henrik Linde               | Ehemann von Nora, später geschieden, Segler, Arzt, Maries Partner, später von Marie getrennt | Jonas Malmsjö           | 1–2, 4, 6–7, 9 | Jakob Riedl                           |
| Claire                     | Thomas’ Nachbarin auf Harö, „Langzeitausleiherin“ | Lotte Tejle             | 2–6            | Marion Hartmann                       |
| Simon                      | Sohn von Nora und Henrik, Austauschschüler in den USA | Lion Mon H. Wallén      | 1–4, 6         | Giuliano Ceraolo                      |
| Pernilla Andreasson        | Thomas’ Ex-Frau, kehrt nach Nacka zurück, kehrt zu Thomas auf Harö zurück, sie haben die gemeinsame Tochter Elin, sie kehrt nach Nacka zurück und trennt sich später von Thomas                                                                                             | Ane Dahl Torp           | 3–6            | Tatjana Pokorny                       |
| Jonas Sköld                | Pilot, Veras Vater, mietet das Brandska Villa, lässt sich von Malin scheiden, wird Noras Partner | Stefan Gödicke          | 4–6            | Matthias Klie                         |
| Monica Linde               | Henriks Mutter | Louise Edlind           | 1–5            | Heidi Treutler                        |
| Harald                     | Henriks Vater, Vorstandsmitglied im Königlichen Jachtclub (KSSS) | Lars Amble              | 1–4            | Norbert Gastell                       |
| Vera Sköld                 | Jonas’ Tochter, ärgert sich zunächst über Noras Romanze mit Jonas | Saga Samuelsson         | 3–6            | Felicitas Bauer                       |
| Carina Persson             | junge Kollegin von Thomas, geht nach der 2. Staffel in den Mutterschaftsurlaub | Sofia Pekkari           | 1–2            |                                       |
| Olle Granlund              | Fischer aus Sandhamn, ehemaliger Küstenjäger, Antons Vater | Johan Hedenberg         | 4, 6           |                                       |
| Lennart                    | Nackaer Polizist | Johan Hallström         | 2–3            |                                       |
| Julia Södergren / Clarissa | Catering-Assistentin, Barkellnerin, wird Prostituierte | Leona Axelsen Ringström | 6–7            | Marcia von Rebay                      |

## Episodenliste

### Staffeln 1 bis 5
Die ersten fünf Staffeln wurden im schwedischen Fernsehen von 2010 bis 2015 in je 3 Episoden zu je 45 Minuten erstausgestrahlt. Deutsch synchronisiert waren die Staffeln allerdings als fünf, ca. 104 bis 110 Minuten lange Spielfilme erstmals bei ZDFneo zu sehen. Arte strahlte die Staffeln einige Monate später in ihrer ursprünglichen Episodenform deutschsprachig aus. In den ersten fünf Staffeln behandelt jeweils eine Staffel einen Kriminalfall.
| Nr. (ges.) | Nr. (St.) | Deutscher Titel             | Originaltitel          | Erstausstrahlung Schweden | Deutschsprachige Erstausstrahlung (D) | Regie                          | Drehbuch                         |
| --- | --------- | --------------------------- | ---------------------- | ------------------------- | ------------------------------------- | ------------------------------ | -------------------------------- |
| 1 | 1         | Tod im Fischernetz 1        | I de lugnaste vatten   | 20. Dez. 2010             | 14. Mai 2014 29. Jan. 2015            | Marcus Olsson                  | Sara Heldt, Thomas Borgström     |
| Nora und die Kinder verbringen einen Sommermorgen am Strand, als Nora rückwärts gegen eine von einem Netz bedeckte Leiche schwimmt. Margit schickt Thomas’ Team nach Sandhamn, das die Leiche birgt. Das Netz hat eine Netznadel mit einem Zeichen, das zunächst niemand zuordnen kann. Nora erzählt Henrik vom Fund der Leiche; auch ihre Nachbarin Signe interessiert sich für den Fall. Carina informiert Thomas, dass es sich bei der Leiche um Krister Berggren handelt, der seit März vermisst wird. In Kristers Wohnung überbringt Thomas Kristers Schwester Kicki die Nachricht, dass ihr Bruder tot aufgefunden wurde. In der Nacht nimmt Thomas Schlaftabletten. Lidwall und Blom observieren Kickis Wohnung. Carina löst sie am Morgen ab, aber Thomas erscheint nicht, da er wegen der Schlaftabletten verschläft. Carina versucht ihn wiederholt telefonisch zu erreichen. Carina folgt daher Kicki allein an Bord der Fähre nach Sandhamn. Kicki betritt eine Herberge. Carina macht währenddessen eine Toilettenpause und verliert dadurch Kicki. Als Thomas aufwacht und die vielen verpassten Anrufe von Carina sieht, fährt er auch nach Sandhamn. Nora empfängt ihre Schwiegereltern Harald und Monica an der Fähre und sieht Thomas von Bord gehen, der nun auch nach Kicki sucht. Harald erkennt das Zeichen von der Netznadel. Es ist das Zeichen des alten Jonny Almhut. Nora erzählt es Thomas. In einer Bar zeigt Jonny Kicki seine Zeichnung. Henrik will nicht, dass Nora in den Fall verwickelt wird. Stunden vergehen, ohne dass Kicki von Thomas und Carina gefunden wird. Kicki und Jonny tanzen. Seine Mutter hört von draußen Kicki schreien. Sie klopft, aber Jonny sagt ihr, es sei nur eine Fernsehsendung. Am nächsten Morgen ist Thomas mit Carina am Hafen und erhält einen Anruf: Kicki ist tot. In ihrer Handtasche befindet sich Jonnys Zeichnung, auf der dasselbe Zeichen zu sehen ist wie auf der Netznadel. |           |                             |                        |                           |                                       |                                |                                  |
| 2 | 2         | Tod im Fischernetz 2        | I de lugnaste vatten   | 21. Dez. 2010             | 14. Mai 2014 29. Jan. 2015            | Marcus Olsson                  | Sara Heldt, Thomas Borgström     |
| Carina bewacht Kickis Leiche, Thomas kehrt zu Jonny zurück. Von Ellen alarmiert, fährt Jonny mit seinem Schnellboot davon. Thomas’ Chefin Margit kommt an, aber Thomas ist noch nicht zurück. Ellen sagt, dass Kicki letzte Nacht mit Jonny zusammen war. Thomas erzählt Margit, er habe verschlafen und deshalb Kicki verloren. Nora und Anna sehen Jonny vorbeifahren. Margit ist von Thomas’ Auftritt nicht begeistert und schickt ihn nach Hause. Signe fragt Nora nach der zweiten Leiche. Henrik nimmt Nora in die Mangel. Sie hat einen Termin. Auf der Fähre sieht Nora, wie Thomas nach Nacka zurückkehrt. Thomas bestätigt, dass Jonny ein Verdächtiger ist. Nora hat Jonny wegfahren sehen. Sie gehen in Harö an Land. Nora weist Thomas den Weg zu Jonnys Fischerhütte. Thomas findet keine Spur von Jonny. Jonny hält Nora mit der vorgehaltener Waffe fest, während Thomas sich näher heranpirscht. Jonny erklärt, Kicki sei gestürzt, sie habe geblutet, sei aber gegangen. Henrik sieht Thomas, Nora und Jonny ankommen. Thomas glaubt, dass Jonny unschuldig ist. Margit ist nicht überzeugt. Henrik ist eifersüchtig auf Noras Zeit mit Thomas. Simon und Harald sehen, wie Henrik Nora schlägt. In Kristers Wohnung findet Carina ein Foto des jungen Krister neben einem großen Mann. Als Cecilia im Sterben lag, sagte sie Krister, es zeige seinen richtigen Vater. Margit glaubt, dass Jonny gestehen wird. Die Autopsie zeigt, dass Kicki Stunden vor dem Treffen mit Jonny mit einem Gerinnungshemmer vergiftet wurde. |           |                             |                        |                           |                                       |                                |                                  |
| 3 | 3         | Tod im Fischernetz 3        | I de lugnaste vatten   | 22. Dez. 2010             | 14. Mai 2014 29. Jan. 2015            | Marcus Olsson                  | Sara Heldt, Thomas Borgström     |
| Harald und Monica gehen mit ihren Enkelkindern an den Strand. Henrik versucht, sich für die Ohrfeige zu entschuldigen, glaubt aber, dass Thomas sie verfolgt. Nora wird wütend und schließt sich in einem Zimmer ein. Die Großeltern melden, dass Simon und Anna verschwunden sind. Mit Kajsas Hilfe findet Nora sie in einer kleinen Höhle. Thomas und Carina bitten Signe, den großen Mann zu identifizieren, was sie nicht tut. Anna informiert Nora über das Skelett in der Höhle. Nora erzählt Annas Geschichte Signe, die sie zurückweist. Nora und Thomas gehen in die Höhle und sehen das Skelett. Thomas und Nora küssen sich, aber sie läuft weg. Harald und Monica feiern ihren 40. Jahrestag. Die Identität des Skeletts: Allan Black, Signes Ehemann. Nora und Signe fahren nach Grönskär. Thomas, Carina und Henrik suchen nach Nora und Signe. Signe besitzt ein Fischereigebiet rund um Grönskär. Nora fragt Signe, warum sie die Polizei nicht über Jonnys Netznadel informiert hat. Signe erzählt Nora von ihrem Treffen mit Krister und Cecilia im Juni 1961. Allan war Kristers Vater. Nora erkennt, dass Signe sowohl Allan als auch die beiden Berggrens getötet hat. Signe lässt Nora in einem verschlossenen Leuchtturm zurück. Signe bindet sich ein Seil und einen Anker um den Hals. Die Polizei findet Signes Boot mit Noras Schuhen. Bei Einbruch der Dunkelheit sieht Thomas das Feuer im Leuchtturm und rettet Nora. |           |                             |                        |                           |                                       |                                |                                  |
| 4 | 1         | Tod im Schärengarten 1      | I den innersta kretsen | 17. Dez. 2012             | 21. Mai 2014 5. Feb. 2015             | Niklas Ohlson, Mattias Ohlsson | Hans Rosenfeldt, Camilla Ahlgren |
| Henrik steuert Oscars Rennyacht nach einem 29-stündigen Segeltörn zum Sieg. Nora bewirtet zahlreiche Gäste, die den Zieleinlauf verfolgen. Oscar wird auf der Yacht erschossen. Thomas und Mia übernehmen die Ermittlungen. Henrik erinnert sich, dass der zweite Schuss in Oscars Brust ging. Margit besorgt Thomas und Mia einen kleinen Raum zum Arbeiten. KSSS-Vorstandssitzung, Hans tritt zurück, Ingmar ist neuer Vorsitzender. Mia und Thomas befragen Sylvia: Oscar hatte eine Geliebte. Thomas lässt Mia in seinem Gästezimmer wohnen. Nora will sich von Henrik scheiden lassen: Sie bestreitet, dass es wegen Thomas ist. Eva berichtet Thomas und Mia, dass Oscar einen größeren Anteil am Gewinn wollte, was Ingrids Anteil schmälern würde. Oscar hat Drohmails erhalten. Eva sagt, Diana sei seine Geliebte gewesen. Diana behauptet, Oscar habe die Scheidung gewollt. Isabelle will Ingmars Vorsitz feiern. Margit berichtet, dass ein Jagdgewehr mit Schalldämpfer benutzt wurde. Hans bestätigt Martins Behauptung, dass Oscar das Geld der KSSS gestohlen habe. Martin erhält die Nachricht, sich mit „Indi“ zu treffen. Britta fragt Nora und Henrik nach ihrer verschwundenen Kamera. Sie fragt, ob Brandska zu verkaufen ist; Nora sagt nein. Nora sagt Thomas, dass sie sich scheiden lassen will. Als Nora nach Hause kommt, versucht Henrik, sie mit einem Essen und Blumen zu umgarnen. Die Polizei stellt fest, dass der tödliche Schuss von Noras Haus oder Brandska kam. |           |                             |                        |                           |                                       |                                |                                  |
| 5 | 2         | Tod im Schärengarten 2      | I den innersta kretsen | 18. Dez. 2012             | 21. Mai 2014 5. Feb. 2015             | Niklas Ohlson, Mattias Ohlsson | Hans Rosenfeldt, Camilla Ahlgren |
| Henrik stellt Monicas Einladungsliste zur Verfügung. Nora markiert auf der Liste alle Personen, die nicht auf der Terrasse waren, als Oscar erschossen wurde. Die Polizei untersucht Brandska: kein Einbruch; Nora fällt eine Stofftasche auf. Eva liefert Oscars Kundenliste. Ingrid bestreitet, Oscar getötet zu haben, hat aber kein Alibi. Monica sagt zu Nora, dass sich Henrik nie die Scheidungspapiere unterschreiben wird; die Scheidung sei Noras Schuld. Henrik verteidigt seine Mutter. Thomas befragt Martin, der aussagt, Oscar habe 30.000 € vom Club unterschlagen, nur Hans wisse darüber noch Bescheid. Sylvia erzählt Mia, dass Oscar und Tom sich nicht leiden konnten. Thomas bittet Nora über Oscars Kunden zu recherchieren. Thomas und Mia treffen den KSSS-Vorstand und jeder gibt an, wo er/sie sich während des Schusses befanden. Polizei befragt Tom; er war mit Leuten in Nacka. Nora bringt die Kinder nach Nacka nach Hause. Nora erzählt Henrik, dass sie Maries anzügliche SMS-Nachricht gesehen hat. Nora besucht spontan Thomas, aber der ist mit Mia beim Essen. Nora kontrolliert Brandska, jemand stößt die Tür gegen sie auf und rennt weg. Margit wendet sich an Thomas, weil Isabelle will, dass er sich für seine Verdächtigungen entschuldigt. Ingmar hat sein Handy verloren. Nora berichtet Thomas, dass Oscars Konkursimmobilien, darunter auch die von Arvid, mit hohen Gewinnen weiterverkauft wurden. Nora prüft die Zahlungen auf Oscars Konten. Arvid sagt, er sei über den niedrigen Verkaufserlös nicht verärgert. Henrik bringt die Kinder zurück und behauptet, dass Marie nur eine Vertraute sei, Nora glaubt ihm nicht. Margit mailt, dass die Droh-E-Mails an Oscar von seinem Sohn Tom stammen. Nach einer Nachricht von „Indi“ kommt Martin bei einer Hütte ein, wo er erschossen wird. |           |                             |                        |                           |                                       |                                |                                  |
| 6 | 3         | Tod im Schärengarten 3      | I den innersta kretsen | 19. Dez. 2012             | 21. Mai 2014 5. Feb. 2015             | Niklas Ohlson, Mattias Ohlsson | Hans Rosenfeldt, Camilla Ahlgren |
| Am Tatort stellt die Polizei fest, dass Martin sich mit „Indi“ getroffen hat. Hans erklärt, Martin habe Oscar Geld geliehen, es wurde nicht gestohlen. Arvid und Ingrid sind ein Paar. Sie will nicht, dass ihre Beziehung bekannt wird. Britta findet ihre Kamera wieder. Henrik gesteht Harald ein, dass er an der Scheidung schuld ist. Harald fordert ihn auf, die Papiere zu unterschreiben. Britta bittet Nora, die Fotos von ihrer Kamera herunterzuladen. Henrik unterschreibt die Scheidungspapiere. Thomas befragt Ingrid: Sie gibt zu, dass sie mit Arvid zusammen ist, aber sie sei nicht „Indi“. Diane sagt aus, dass Tom wisse, dass Filip der Sohn von Oscar ist. Mia befragt Tom und er gibt zu, dass er Oscar bedroht hat. Ingmar sagt, er sei „Indi“ und liebe Martin seit Jahren. Er behauptet, weder Isabelle noch Oscar hätten davon gewusst. Die letzte Nachricht, die von Ingmars Telefon gesendet wurde, war, nachdem er es verloren hatte. Nora sieht auf Brittas Fotos eine Stofftasche in ihrem Foyer. Nora kehrt zu Brandska zurück und stellt sich vor, wie sie einen Schuss in der Nähe eines Fensters anbringt und riecht an einem Kissen in der Nähe. Nora glaubt nun, die Mörderin zu kennen und erzählt Thomas und Nora, wie der Ablauf gewesen sein könnte. Sylvia erzählt Isabelle, dass Nora in Oscars Finanzen recherchiert. Daraufhin konfrontiert Isabelle Nora und fordert, dass Nora alle Daten von Oscars Konten löschen solle. Währenddessen erfährt Thomas von Sylvia, dass Isabelle zu Nora wollte. Nora lehnt Isabelles Bestechung ab. Isabelle bedroht Nora mit einem Messer. Als die Polizei eintrifft, stellt sich Isabelle. Oscar wusste, dass Ingmar schwul war; er erpresste Isabelle um Geld und Sex. Sie tötete Oscar und Martin. Nora bietet Brandska zur Miete an. Nora besucht Thomas und lernt Claire kennen. |           |                             |                        |                           |                                       |                                |                                  |
| 7 | 1         | Die Toten von Sandhamn (1)  | I grunden utan skuld   | 2. Dez. 2013              | 28. Mai 2014 1. Sep. 2016             | Mattias Ohlsson, Niklas Ohlson | Camilla Ahlgren, Hans Rosenfeldt |
| Simon lernt von Magnus das Segeln. Simon, Anna und ihre Freunde finden beim Spielen im Wald einen abgetrennten Arm und erzählen es Bengt. Der Fund könnte in einem Zusammenhang mit Linas Verschwinden im letzten November stehen. Marianne erkennt Linas Schmuck wieder. Nora lässt sich von Henrik scheiden. Bei einem Bootsunglück im vergangenen Oktober, bei dem Sebastian „Sebbe“ Österman starb, waren Lina, Jakob und Sara an Bord. Sebbes Eltern Bengt und Ingrid wurden verhört, als Lina verschwand. Sara beschreibt den Unfall; Sebbe fuhr Görans Boot. Lina verschwand nach Sebbes Beerdigung. Saras Mutter Hanna informiert, dass Jakob der Freund von Lina war und jetzt mit Sara zusammen ist. Jakob schlug Lina; sie trennten sich vor ihrem Verschwinden. Mia findet Jakob und Sara beim Reden. Mia befragt Jakob: Er ist seit Ostern mit Sara zusammen; Lina hat mit ihm Schluss gemacht, aber er hat sie nie geschlagen. Jakobs Mutter Ulrika stürmt herein und fordert Jakob auf, draußen zu warten. Sie beschwert sich, dass Jakob nach Linas Verschwinden beschuldigt wurde und die Polizei das nun wieder in Gang setzt. Bengts und Mariannes Familien haben sich zerstritten. Mia wohnt während der Ermittlungen bei Thomas. Thomas isst mit Pernilla zu Abend. Sara macht mit Jakob Schluss. Nora unterbricht Jakob als er Sara festhält und anschreit. Magnus lädt Nora zum Ausgehen ein, aber sie lehnt ab. Schattenhafte Gestalt gräbt im Wald Körperteile aus. Thomas informiert Marianne, dass Spürhunde heute eintreffen werden. Sara sagt bei der Polizei aus, dass Lina erzählt habe, dass Göran sie begrapscht habe. Thomas ruft Göran an, erreicht ihn aber nicht. Nora erzählt Thomas, dass sich Jakob und Sara gestritten haben. Marianne bedankt sich auf der Gedenkfeier für Lina bei Bengt für seine Anwesenheit. Sara beschuldigt Göran, Lina betatscht zu haben. Sara sieht jemanden im Wald und erschrickt. |           |                             |                        |                           |                                       |                                |                                  |
| 8 | 2         | Die Toten von Sandhamn (2)  | I grunden utan skuld   | 9. Dez. 2013              | 28. Mai 2014 1. Sep. 2016             | Mattias Ohlsson, Niklas Ohlson | Camilla Ahlgren, Hans Rosenfeldt |
| Hanna wendet sich an die Polizei, weil sie Sara seit gestern Abend um 21 Uhr vermisst; das Fahrrad ist weg. Thomas und Mia befragen Jakob: er hat keine Ahnung, wo Sara ist; sah sie vor der Kirche, ging spazieren und war um 23 Uhr zu Hause. Ulrika kam später nach Hause. In Saras Zimmer findet Thomas eine „J“-Halskette. Die Polizei nimmt Saras Laptop mit. Leichenspürhunde finden im Wald ein Loch in dem sich menschliche Überreste befunden haben müssen und kürzlich entfernt wurden. Monica erzählt Nora, dass Henrik und Marie jetzt zusammenleben. Görans Boot ist weg, er geht weiterhin nicht ans Telefon. Marianne fragt, ob es stimmt, das Sara wird vermisst wird. Zu Lina gibt es keine Neuigkeiten. Jakob findet Saras Fahrrad. Mia fragt Nora nach wichtigen Ereignissen beim Verschwinden von Lina. Thomas und Mia informieren Margit, dass Göran ein Motiv hatte und Jakob möglicherweise beteiligt war. Auf Saras Laptop gibt es eine Kommunikation mit einem Måns. Nora liest in der lokalen Zeitung, dass ein Feuer ein Bootshaus völlig zerstört hat. Mia verhaftet Måns mit einer Tasche voller Pillen. Måns sagt, er habe Sara nie getroffen. Im Bootshaus findet Mia eine weitere „J“-Halskette, die zu Saras passt. Die Spurensicherung findet Blut in der Nähe des Bootshauses. Nora stellt Magnus Thomas vor. Görans Boot ist zurück. Als Mia es betritt, wird sie niedergeschlagen. Pernilla besucht Thomas auf Harö. Pernilla ist mit Thomas' Renovierungsarbeiten einverstanden. Nora zieht sich schick an und trifft sich mit Magnus. Mia wacht auf Görans Boot auf und ruft Thomas an. Die Polizei bewacht Görans Boot. Nora und Magnus schlafen miteinander. Jemand betritt einen Turm, in dem Sara gefesselt und geknebelt ist; er gibt ihr einen Schluck Wasser und geht. |           |                             |                        |                           |                                       |                                |                                  |
| 9 | 3         | Die Toten von Sandhamn (3)  | I grunden utan skuld   | 16. Dez. 2013             | 28. Mai 2014 1. Sep. 2016             | Mattias Ohlsson, Niklas Ohlson | Camilla Ahlgren, Hans Rosenfeldt |
| Nora schleicht sich von Magnus' Boot und wird von Harald gesehen. Thomas und Mia finden Göran. Er sagt aus, dass er nicht auf dem Boot war, als Mia niedergeschlagen wurde. Er verließ es am Nachmittag, ging in eine Bar und verbrachte die Nacht mit Lotta. An dem Abend, an dem Sara verschwand, habe er sie nach der Gedenkstunde für Lina kurz gesehen. Sie sei aufgeregt gewesen. Er war an dem Abend allein mit seinem Boot weggefahren. Der Barkeeper bestätigt, dass Göran am Vorabend da war. Pernilla fühlt sich bei Thomas wohl. Monica und Harald bringen Kinderzu Nora zurück; Harald sagt nichts. In Ufernähe wird eine Mülltüte mit einem abgetrennten Fuß gefunden, die mit blauer Leine zugebunden war. Die Polizei durchsucht Görans Boot und findet dieselbe blaue Leine, sowie einen blutverschmierteren Kapuzenpulli und lange Haare. Göran wird wegen Entführung und Mordes verhaftet. Jakob wird von der Polizei befragt: Er sagt aus, dass es sei seine Schuld, dass Sebbe gestorben ist. Sie hätten auf dem Boot Sebbe angestachelt, schneller zu fahren. Sebbe verlor die Kontrolle und raste in eine Boje. Lina nahm die Schuld auf sich und wollte, dass die anderen Dicht halten. Es ging Lina schlecht und Jakob glaubte, dass sie sich das Leben genommen habe. Er fragt, ob Göran sie ermordet hätte. Nora erzählt Bengt, dass sie Signes Tagebücher gefunden habe. Während Bengt mit Simon und Anna eine Bootsfahrt macht, gibt Nora die Tagebücher seiner Frau Ingrid zum Lesen. Ingrid sagt zu Nora: „Fahren Sie rüber nach Lökholmen, sofort“ Dort findet Nora die gefesselte Sara im Turm. Sara sagt, es war Bengt. Nora ruft die Polizei an: Sara gehe es gut, aber Bengt habe ihre Kinder. Bengt lädt die Taschen auf einer anderen Insel aus. Mia findet Ingrid, die Schlaftabletten genommen hat. Bengt wirft Leichenteile ins Wasser. Nora und Thomas sehen Bengts Boot und finden die Kinder. Bengt flieht vor Thomas, dabei rutscht Thomas von der Steinküste ins Wasser. Nora hört Hilferufe und nimmt die Kinder beiseite. Bengt hält Thomas über Wasser. Nora belebt Thomas durch Herz-Lungen-Wiederbelebung wieder. Magnus verlässt Sandhamn. Thomas wird mit einer Gehirnerschütterung ins Krankenhaus eingeliefert. Bengt sagt bei der Befragung von Margit und Mia aus, dass er Lina an Sebbes Grab getroffen habe. Sie habe geweint und zu ihm gesagt, dass es ihre Schuld war, dass Sebastian gestorben sei. Sie habe ein schlechtes Gewissen, da sie Sebastian angestachelt habe, das Boot zu fahren, obwohl sie alle getrunken hätten. Bengt wurde wütend und warf Sara zu Boden. Sie war sofort tot. Er habe das nicht gewollt. Nora trifft Pernilla und Thomas im Krankenhaus. |           |                             |                        |                           |                                       |                                |                                  |
| 10 | 1         | Heute Nacht bist du tot (1) | I natt är du död       | 27. Nov. 2014             | 8. Jan 2016 8. Sep. 2016              | Niklas Ohlson, Mattias Ohlsson | Camilla Ahlgren, Hans Rosenfeldt |
| Nora empfängt Jonas und Vera am Hafen, die die Brandska Villa gemietet haben, Sven transportiert das Gepäck. Maria findet ihren Sohn Marcus auf, der sich erhängt hat. Pernilla ist bei Thomas auf Harö eingezogen. Die Polizei findet in Marcus‘ Zimmer einen nicht unterschriebenen Abschiedsbrief, keinen Computer, kein Handy, aber Stiefelspuren vor dem unverschlossenen Fenster. Maria erzählt Thomas, dass Marcus glücklich, zufrieden und fröhlich war; er hatte mit seinem Bruder David eine Reise nach Malta für den August gebucht. Thomas schließt Selbstmord aus, behandelt den Fall als Mord; Margit stimmt zu. Vera sagt Nora; dass ihre Eltern Eheprobleme haben. Die Polizei ermittelt aus Marcus‘ elektronischem Kalender, dass er sich vor einer Woche mit einem Jan Erik Fredell und zwei Tage später mit Bo Kaufman treffen wollte, danach hatte er einen Termin in der Storchen-Apotheke, war auf Sandhamn und drei Tage später hätte er einen Termin mit Anders Martinger gehabt. Bo erkennt bei der Polizeibefragung Marcus wieder. Marcus sei Psychologe und wollte wissen, wie es beim Militär bzw. den Küstenjägern war. Bo kann sich aber nicht mehr genau erinnern. Lena und Polizei finden Jan Erik ertrunken in der Badewanne auf. Marcus Tutorin Susanna berichtet Mia, dass er die Gruppendynamik innerhalb der Küstenjäger erforscht habe. Thomas befragt Maria und David. Die vier Namen aus dem Kalender sagen ihnen nichts. Da im Kalender auch Termine nur mit einem Stern markiert waren, fragte Thomas nach einer Freundin. Maria sagt, er habe keine Freundin. David ruft Susanne an und gibt ihr die Schuld an Marcus‘ Tod. Margit kontaktiert Elsa, die verwaltungstechnisch zuständig für die Ausbildung der Küstenjäger ist. Mia befragt die Leiterin der Storchen-Apotheke, Annika. Sie würde Marcus auf dem Foto nicht erkennen. Der Obduktionsbericht bestätigt das Ertrinken von Jan Erik. Es wurde grüne Seife in seiner Lunge gefunden. Bei einer erneuten Befragung von Maria und David, sagt David aus, dass Marcus eine Beziehung mit seiner Tutorin Susanna hatte. Susanna gibt bei der Befragung an, dass ihr Mann Martin in Sandhamn gewesen sei, als Marcus starb. Martin wusste von dem Verhältnis, da er an Susannas Handy festgestellt hat, dass sie sehr viel Kontakt mit ihrem Studenten hatte und war ihnen mal gefolgt, als sie sich getroffen hatten. Martin gibt zu, dass er selbst ein Verhältnis auf Sandhamn habe, mit Jenny. Er sei den ganzen Tag mit ihr zusammen gewesen, als Marcus starb. Jenny bestätigt Martins Alibi. Anders Martinger ruft Thomas an. Er ist Pilot und war daher für die Polizei zunächst nicht erreichbar. Er erinnert sich an weitere Küstenjäger aus derselben Gruppe: Leif Kihlberg, Stefan Eklund und Sven Ernskog. Pernilla fragt Thomas, ob er nochmal heiraten würde. Er würde es nur tun, wenn sie es auch will. Henrik möchte, dass seine neue Freundin Marie mit zu Annas Geburtstagsparty kommt, Nora ist einverstanden und sagt, dass Thomas vielleicht auch kommt. Sven kommt nach Hause, dort sitzt überraschend Bo in seinem Haus. |           |                             |                        |                           |                                       |                                |                                  |
| 11 | 2         | Heute Nacht bist du tot (2) | I natt är du död       | 4. Dez. 2014              | 8. Jan 2016 8. Sep. 2016              | Niklas Ohlson, Mattias Ohlsson | Camilla Ahlgren, Hans Rosenfeldt |
| Elsa gibt der Polizei das Abschlussfoto der Einheit von 1985. Robert Cronwall war Ausbilder und hatte den Befehl über die Einheit. Bei der Befragung von Robert gibt er an, dass Marcus ihn zwar angerufen hat, es aber nicht zu einem Treffen kam. Er sagt aus, dass Leif der Gruppenoffizier war und unnötig hart war. Margit berichtet, dass die Spurensicherung unbekannte DNA an Marcus’ Seil gefunden hat. Thomas und Mia treffen Leif, der in der Stadt im Hotel ist. Er hatte keinen Kontakt zu Marcus. Robert sei rücksichtslos gewesen und weckte die Gruppe nachts für sinnlose Übungen und ließ sie durch eine „Scheißgrube“ waten. Jonas findet Sven ertrunken in der Wanne. Nora empfiehlt Thomas, mit Olle Granlund zu reden, der auch Küstenjäger war. Olle räuchert Fisch und Thomas zeigt ihm das Foto der Einheit. Er erkennt Bo Kaufman wieder und glaubt ihn am Vorabend gesehen zu haben. Die Polizei fährt nochmal zu Bo. In seiner Wohnung finden sie Fotos der Einheit. Bei Annas Geburtstagsparty trifft Henrik auf Jonas. Henrik ist misstrauisch gegenüber ihm. Nach dem Geburtstag verabschiedet sich Nora von den Kindern, die mit zu Henrik gehen. Währenddessen grillen Thomas und Pernilla und trinken Wein, Claire kommt dazu. Nora trifft Olle, der sagt, dass die Polizeibefragung alte Erinnerungen geweckt habe und dass Korsö eigentlich eine schöne Insel sei. Nora war noch nie da, da das Betreten verboten ist. Olle nimmt Nora mit nach Korsö und er zeigt ihr, wo die Küstenjäger ausgebildet wurden, einige waren überfordert. Er berichtet von einem Ausbilder, der ein Sadist war, kann sich aber nicht mehr an den Namen erinnern. Er suchte sich einen Auszubildenden aus, der sein Lieblingsopfer werden sollte und keiner sagte etwas. Sie hatten wenig Schlaf. Nora sieht in der Festung grüne Flüssigseife. Olle erinnert sich, dass die meisten Auszubildenden die Situation akzeptierten, um ihren Mut und ihre Ausdauer zu beweisen. Die Apothekerin Annika berichtet Mia, dass niemand vom Personal Marcus auf dem Foto erkannt hat. Der Obduktionsbericht über Sven bestätigt, dass auch er absichtlich ertrunken ist und ebenfalls grüne Flüssigseife in der Lunge hatte. Bo wird tot aufgefunden. Zuvor war er betrunken am Ufer, als ein Auto hinter ihm anhielt. Bei der Durchsuchung von Bos Wohnung nimmt Mia Bos Katze mit, damit sie nicht ins Tierheim muss. Jonas geht mit Nora einen trinken, und er erzählt Nora, dass sich seine Frau Malin scheiden lassen will. Thomas und Pernilla gehen in die Oper. Birgitta geht zum Yoga, währenddessen Robert zu Hause k.o. geschlagen wird. |           |                             |                        |                           |                                       |                                |                                  |
| 12 | 3         | Heute Nacht bist du tot (3) | I natt är du död       | 11. Dez. 2014             | 8. Jan 2016 8. Sep. 2016              | Niklas Ohlson, Mattias Ohlsson | Camilla Ahlgren, Hans Rosenfeldt |
| Nora tröstet Vera, weil sie erfahren hat, dass sich ihre Eltern scheiden lassen. Laut Obduktionsbericht über Bo, hatte er einen hohen Alkoholgehalt im Blut einen stumpfen Schlag am Hinterkopf. Er hat wie die anderen Opfer grüne Seife in der Lunge. Lena, die Frau des ersten Opfers Jan Erik, hat beim Ausräumen seine Tagebücher gefunden und weist die Polizei darauf hin, dass die Jahre 1984 und 1985 fehlen. Leif Kihlberg hat früher als erwartet aus dem Hotel ausgecheckt und hat Sandhamn verlassen ohne die Polizei darüber zu informieren. Bei Brigitta erfährt die Polizei, dass Robert weg ist. Sie sagt auch aus, dass Marcus bei Robert gewesen sei. Er war auch von Samstagabend bis Sonntagnachmittag nicht zu Hause, als Marcus tot aufgefunden wurde. Bei der Durchsuchung von Roberts Haus findet Thomas den Computer und das Handy von Marcus. Olle erzählt Nora, dass ihm der Name von dem Ausbilder wieder eingefallen ist, von dem er auf Korsö berichtet hatte: Robert Cronwall. Außerdem habe die Einheit acht Mitglieder gehabt und nicht sieben, auch wenn nur sieben den Abschluss gemacht haben. Nora gibt die Information an Thomas weiter. Thomas und Mia fahren zu Elsa. Das Mitglied, das keinen Abschluss gemacht hat, hieß Pär Andersson. Er hatte sich im Waschraum auf Korsö erhängt. Die Leiche wurde damals von Robert Cronwall gefunden. Thomas vernimmt Anders. Er sagt aus, das Cronwall Pär immer die härtesten Strafen aufgebrummt hat. Cronwall habe die Leiche zusammen mit Bo, Jan-Erik und Sven aufgefunden. Thomas bietet Anders Polizeischutz an. Thomas und Mia ermitteln, dass die Schwester von Pär Annika, die Chefin der Storchen-Apotheke, ist. Die Polizei erwirkt einen Haftbefehl gegen Annika, sie ist aber weder bei der Arbeit noch zu Hause. Mia findet in Annikas Wohnung Jan Eriks Tagebücher. Thomas sieht auf einer Karte, dass die Insel Korsö eingekreist ist. Nora liest in der Zeitung, dass die drei Männer mit Seife ermordet wurden und erinnert sich an die Seife im Waschraum auf Korsö. Sie fährt mit Olle nach Korsö. Auf Korsö taucht Annika Robert wiederholt in einen Wassereimer. Als Olle und Nora auf Korsö ankommen, rennt Annika weg. Olle hebt Robert aus dem Wasser und Nora führt Wiederbelebungsmaßnahmen durch, wodurch Robert wieder zu sich kommt. Thomas und Mia treffen ein. Nora folgt Annika zum Klippenrand. Annika erzählt von Pär und dass die anderen ihn umgebracht hätten, sie aber nun dafür bezahlt haben. Annika stürzt sich rückwärts von der Klippe. Robert erklärt in der Vernehmung, warum Pär bestraft wurde. Er habe Robert vor einer finnischen Delegation und dem Chef der Küstenjägerschule in Verlegenheit gebracht und blamierte die ganze Gruppe. Zur Bestrafung drückte er Pärs Kopf wiederholt in einen Eimer mit Seifenwasser. Es war keine Absicht, dass er ertrank. Robert, Bo, Leif und Sven ließen es dann wie Selbstmord aussehen. Mia bekommt die Katze von Bo. Jonas lädt Nora zum Essen ein und sie küssen sich. Sie wird dabei von Vera gesehen. Für Thomas beginnt der Urlaub, als Pernilla ihm sagt, dass sie schwanger ist. |           |                             |                        |                           |                                       |                                |                                  |
| 13 | 1         | Im Eifer des Gefechts (1)   | I stundens hetta       | 18. Nov. 2015             | 15. Jan 2016 15. Sep. 2016            | Mattias Ohlsson, Niklas Ohlson | Hans Rosenfeldt, Camilla Ahlgren |
| Das jährliche Mittsommerfest beginnt. Der 16-jährige Victor fährt mit Christoffer, Tobbe, Ebba, Felicia mit dem Boot zum Strand von Sandhamn, um zu feiern. Vera möchte auch zum Fest und sich mit Freundinnen treffen; sie soll um 1 Uhr wieder zu Hause sein; ihr Vater Jonas bittet sie, dass Telefon anzulassen. Vera setzt sich neben Mattias, sie trinken Wein, den sie zu Hause mitgehen lassen hat. Patrik verkauft Victor Ecstasy, er hat aber nicht genug Geld, um es zu bezahlen. Felicia nimmt Ecstasy. Patrik und Victor streiten sich wegen des Geldes; sie werden von den Polizisten Harry und Anna getrennt. Nora stellt fest, dass zwei Flaschen Wein fehlen. Jonas ruft Vera an, sei bestreitet es, den Wein genommen zu haben, Jonas glaubt ihr. Tobbe und Victor schnupfen Kokain. Die Polizei nimmt Felicia mit, die high ist. Jonas klopft nachts bei Nora an, weil Vera noch nicht zurück ist und auch nicht ans Telefon geht. Nora ruft Thomas an und benachrichtigt ihn. Ebba zur Polizistin Anna: Sie kann ihre Freunde nicht finden? Felicia ist bei der Polizei, sie weiß auch nicht, wo die anderen sind. Jonas fragt bei der Polizei, ob sie Vera gesehen haben. Monica bittet Nora um Hilfe, Felicia und Ebba bei der Polizei abzuholen? Beide erholen sich bei Nora. Harry findet Tobbe, Christoffer und Vera auf dem Boot. Tobbe sagt, dass Ebba die Gruppe verlassen habe, Victor habe er nicht gesehen. Victors Leiche wird gefunden, Thomas und Mia kommen zum Fundort. Staffan berichtet, dass die Leiche hier abgelegt wurde und er woanders gestorben ist, der Schädel wurde mehrfach eingeschlagen. Es wurde ein Sofalehnenüberzug mit Erbrochenem und ein Telefon gefunden; das Telefon ist auf Johan, Victors Vater, registriert. Johan und Madeleine Ekengreen kommen nach Sandhamn, Johan identifiziert Victor. Harry holt Christoffer und Tobbe zur Polizei. Thomas und Mia informieren sie über Victors Tod. Sie berichten vom vorherigen Tag und Abend. Dort flirtete Tessan mit Tobbe, Ebba war eifersüchtig und stürmte davon; Victor sei um neun Uhr gegangen. Christoffer und Tobbe sind zu einer anderen Party gegangen, ohne Victor, Felicia und Ebba. Sie berichten auch von dem Streit mit dem Dealer Patrik. Die Polizei ermittelt, dass Victor die letzte SMS an Patrik schickte, Harry erkennt Patriks Foto wieder. Thomas geht zu Nora, um mit Felicia und Ebba zu reden. Sie sagt aus, dass sie Felicia zur Partybegleitet hat; Victor wird gewalttätig, wenn er trinkt; nach dem Streit mit Tobbe sei sie zu einer anderen Party gegangen. Thomas sagt Jonas, dass es noch keine Spur von Vera gibt. |           |                             |                        |                           |                                       |                                |                                  |
| 14 | 2         | Im Eifer des Gefechts (2)   | I stundens hetta       | 25. Nov. 2015             | 15. Jan 2016 15. Sep. 2016            | Mattias Ohlsson, Niklas Ohlson | Hans Rosenfeldt, Camilla Ahlgren |
| Staffan berichtet Thomas, dass in der Nähe von Viktors Fundorts ein Stück von einer Warnweste gefunden wurde, was zu einer Polizeiweste gehören könnte. Thomas und Mia vernehmen Patrik. Er behauptet, dass Victor ein Smartphone von ihm gekauft habe und es Streit gab, weil er das Smartphone ohne Bezahlung mitgenommen habe. Felicia sagt gegenüber Thomas aus, dass sie nach dem Streit am Strand, Victor nachging, er beruhigte sich, sie küssten sich; Felicia erbrach sich, schlief dann. Madeleine beschuldigt Johan, dass er Victor feiern ließ. Nora findet Vera. Jonas erteilt ihr Hausarrest bis Weihnachten. Vera gibt zu, dass sie die Weinflaschen genommen hat und betrunken war. Sie habe ihr Telefon verloren und sei auf einem Boot eingeschlafen. Mia und Thomas vernehmen Christoffer: Tobbe und Victor sind befreundet, haben sich manchmal gestritten; Tobbe, Tessan und Freunde feierten bis 3 Uhr; traf sich um 11 Uhr mit Sara; er sagt aus, dass Tobbe auch da, weiß aber auf Nachfrage nicht, wo Tobbe genau war. Arthur ruft seinen Sohn Christoffer an; Christopher sagt ihm, dass Victor ist tot; Arthur fordert ihn auf, sofort zurückzukommen. Margit informiert Thomas: Victor wurde durch runden Gegenstand getötet; er hatte einen hohen Blutalkoholgehalt, es wurden Spuren von Ecstasy und Kokain festgestellt. Thomas und Mia sprechen mit Johan. Victor sei klug und ehrgeizig; er habe nie Drogen genommen. Johan wirft später seiner Frau Madeleine vor, dass sie nicht bemerkt habe, dass Victor Drogen konsumiert hat. Pernilla zieht zurück nach Nacka. Thomas überarbeitet sich. Jonas bittet Nora, nach Vera zu sehen, da er arbeiten muss. Mia möchte zu Tobbe, sein Vater Arthur blockt ab, dass Tobias ist bis morgen 12 Uhr nicht erreichbar sei. Ann-Sofie berichtet Thomas, sie sei über Mittsommer immer verreist, da hier zu viel los sei; jemand sei in ihrem Gartenhaus gewesen, Sachen seien zerwühlt gewesen und es rieche nach Erbrochenem; der Sofalehnenüberzug fehlt, es ist derselbe wie bei der Leiche. Thomas und Mia wollen mit Patrik reden, sie gehen in sein Haus und finden eine Marihuana-Pflanzenfarm, sowie den erschossenen Patrik. Im Obergeschoss finden sie Ecstasy, aber kein Kokain. Goran, ein Drogendealer vom Balkan, sagt aus, er habe weder Victor noch Patrik gesehen. Margit benachrichtigt Thomas, dass sie Tessan gefunden haben. Sie sagte aus, dass Tobbe um 10 Uhr gegangen sei und ihn dann nicht mehr gesehen habe. Thomas trifft Vera am Abend auf ein Bier; Vera sieht, wie Nora Thomas zum Abschied küsst. Arthur fordert Tobbe auf, alles zu erzählen, bevor sie am nächsten Tag zu Polizei müssen. Felicia erinnert sich, dass sie Tobbe auf den Klippen gesehen hat, wo Victor starb. |           |                             |                        |                           |                                       |                                |                                  |
| 15 | 3         | Im Eifer des Gefechts (3)   | I stundens hetta       | 2. Dez. 2015              | 15. Jan 2016 15. Sep. 2016            | Mattias Ohlsson, Niklas Ohlson | Hans Rosenfeldt, Camilla Ahlgren |
| Margit: Bei der Polizei hat sich Rovan gemeldet und den Mord an Patrik gestanden. Felicia ist mit ihrer Mutter zu einer erneuten Befragung bei der Polizei. Sie gibt zu, an dem Abend unter Drogen gestanden zu haben. Sie sagt auch aus, dass sie Tobbe am Tatort gesehen hat. Vera ist weiterhin skeptisch gegenüber Nora. Nora sagt ihr, dass Vera das wichtigste für Jonas sei und er sich immer für sie entscheiden würde. Vera spricht Nora auf den Kuss mit Thomas an, Nora erwidert jedoch, dass da nichts sei. Viktors Schwester Ellinor kommt nach Schweden zurück. Sie erzählt ihrem Vater, dass Victor letzte Weihnachten bei Tobbe Drogen genommen hat. Tobbe erscheint mit seinem Vater Arthur bei der Polizei. Er verließ Christoffers Party und suchte Ebba; er habe weder Felicia noch Victor an dem Abend nochmal gesehen, er hatte auch Drogen eingenommen und schlief am Ufer ein. Die Ekengreen erfahren aus der Zeitung, dass die Polizei einen Verdächtigen für den Mord an Viktor hat. Johan sieht, wie die Polizei das Haus der Högströms durchsucht. Johan ruft Arthur an und erfährt, dass Tobbe der Verdächtige ist. Vera erzählt Nora, dass sie mit Mattias vom Mittsommerfest zum Sommerhaus seiner Tante gegangen sind. Dort sahen sie einen Polizisten mit einer zerrissenen Warnweste – es war Harry. Staffan berichtet Thomas und Mia, dass er alle Westen der Polizisten untersucht hat, die am Wochenende Dienst hatten. Es ist eine zerrissene Weste dabei, sie gehört angeblich Anna Miller. Thomas und Mia gehen zu Anna, die derzeit auch eine Affäre mit Mia hat. Anna bestreitet, dass ihre Weste zerrissen sei. Thomas erhält einen Anruf, dass es ein Missverständnis bezüglich der Weste gab. Harry gibt zu, dass er seine Weste nicht zur Untersuchung gegeben hat und in Annas Weste ein Loch geschnitten hat. Er sagt aus, dass er ein bewusstloses Mädchen (Felicia) auf der Klippe gefunden hat und weiter traf er Victor, der gewalttätig wurde. Dabei fiel Victor hin und stieß auf einen Stein. Er blutete, war aber am Leben. Er ließ ihn dort liegen und ging. Arthur zwingt Tobbe, an Victors Gedenkfeier teilzunehmen. Johan nimmt eine Waffe. Bei der Gedenkfeier entschuldigt sich Tobbe bei Ebba. Nora bringt Vera zu Thomas. Vera berichtet von dem Sommerhaus von Mattias‘ Tante. Dort wurde Mattias zudringlich und drückte sie auf’s Sofa, Vera übergab sich auf ihn und rannte weg. Sie ging auf ein Boot und schlief dort ein. Thomas und Mia wollen Mattias befragen, der zunächst flüchtet. Er sagt aus, dass Vera Sex wollte, ihr dann aber schlecht wurde und sie an die frische Luft ging. Er räumte das Haus auf, warf das mit Erbrochenem bedeckte Tuch weg und fand das Handy von Vera, das sie verloren hatte. Er wollte das Tuch bei den Klippen wegwerfen und sah dort Victor. Victor versuchte, Mattias zu erwürgen. Mattias schlug Victor mit einem Stein, um zu entkommen. Unter Schock hat Mattias die Leiche versteckt, er beteuert, dass er sich nur selbst verteidigt hat. Währenddessen hält Johan die Trauerrede für Victor. Bei der Trauerfeier erschießt Johan Tobbe, weil er Victor getötet hat. Johan wird wegen Mordes verhaftet, Thomas sagt Johan, dass es ein Geständnis des Täters gibt, dass es kein Mord war und dass es auch nicht Tobbe war. Nora nimmt an Elins Taufe teil. |           |                             |                        |                           |                                       |                                |                                  |

Anmerkungen zur schwedischen Erstausstrahlung:
1. ↑  Schon am 25. September 2013 auf DVD erschienen, vgl. IMDb-Eintrag zur Episode.
2. 1 2  Schon am 30. September 2013 auf DVD erschienen, vgl. IMDb-Eintrag zur Episode.

Anmerkungen zur deutschen Erstausstrahlung:
1. 1 2 3  als 104 Min. Spielfilm für die gesamte 1. Staffel
2. 1 2 3 4 5 6 7 8 9 10 11 12 13 14 15  als 45 Min. Episode wie im Original
3. 1 2 3  als 104 Min. Spielfilm für die gesamte 2. Staffel
4. 1 2 3  als 104 Min. Spielfilm für die gesamte 3. Staffel
5. 1 2 3  als 110 Min. Spielfilm für die gesamte 4. Staffel
6. 1 2 3  als 110 Min. Spielfilm für die gesamte 5. Staffel

### Staffel 6
Ursprünglich sollte die Serie nach der 5. Staffel beendet sein, allerdings erschien 2018 in Schweden eine 6. Staffel. Diese besteht nunmehr aus vier 90-minütigen Filmen, von denen das an der Produktion beteiligte ZDF die ersten beiden schon vor der schwedischen Erstveröffentlichung auf Deutsch zeigte. In Schweden erfolgte die Erstausstrahlung neben TV4 auch auf C More Entertainment.
Die ersten beiden Teile, die auf Viveca Stens Büchern Tödliche Nachbarschaft (I maktens skugga) bzw. Mörderisches Ufer (I sanningens namn) beruhen, wurden im Zeitraum von August 2016 bis Oktober 2016 gedreht. Die letzten beiden Filme, für die Viveca Sten die Drehbücher schrieb, wurden 2017 im Mai  und Juni aufgenommen.
Im Gegensatz zu den ersten fünf Staffeln dreht sich jeder Film der 6. Staffel um einen eigenen abgeschlossenen Mordfall.
| Nr. (ges.) | Nr. (St.) | Deutscher Titel                   | Originaltitel     | Erstausstrahlung Schweden | Deutschsprachige Erstausstrahlung (D) | Regie           | Drehbuch                            |
| --- | --------- | --------------------------------- | ----------------- | ------------------------- | ------------------------------------- | --------------- | ----------------------------------- |
| 16 | 1         | Im Schatten der Macht             | I maktens skugga  | 12. Apr. 2018             | 1. Apr. 2018                          | Mattias Ohlsson | Camilla Ahlgren, Martin Asphaug     |
| Zusammenfassung Carsten und Celia Johnson haben eine neue Luxusvilla auf Sandhamn gebaut. Sie haben die Inselbewohner zu einer Einweihungsparty eingeladen. Beim Aufbau eines Gartenzelts findet Linda findet tote Kormorane und einen Zettel, auf dem „Verschwindet von hier“ steht. Carsten entfernt sie. In der Bäckerei beschweren sich die Anderssons, Nachbarn von den Johnsons, über die „Angeberparty“ und den 20 Millionen „Protzbau“. Außerdem meinen sie, dass Sauna und Bootsanleger auf ihrem Grund liegen würden. Der Vorarbeiter Mats, der die Villa gebaut hat, verlangt von Carsten, dass sie bezahlt werden. Carsten redet sich raus und meint, er würde sich darum kümmern. Dimitri ruft Carsten an: „Wir wollen unser Geld, heute“ Carsten trinkt Alkohol schnupft Kokain. Nora und Jonas gehen auf die Party. Auf der Party flirtet Carsten mit der Kellnerin Julia und wird dabei von seiner Frau sowie dem Kindermädchen gesehen, wie sie zum Stand gehen. Dimitri taucht auf der Party auf und fragt nach Carsten, der aber nicht mehr auf der Party gesehen wurde. Wieder zu Hause angekommen, sehen Nora und Jonas am Stand die brennende Sauna der Johnsons und rufen die Feuerwehr. Thomas und Mia sind am Tatort, da in der Sauna auch eine nicht identifizierbare Person eingeschlossen war. Es wurde an mehreren Stellen ein Brandbeschleuniger genutzt. In den verkohlten Resten der Sauna finden sie ein Feuerzeug und Scherben von einem zerbrochenen Champagnerglas. Celia kann nicht beantworten, wo ihr Mann Carsten ist. Sie hat ihn zuletzt am Abend gegen 22 Uhr gesehen. Sie berichtet Thomas von dem Russen, der an dem Abend nach Carsten fragte. Thomas bittet um eine Teilnehmer- und Personalliste von der Party. Maria berichtet derweil Mia, dass die Kinder für ins Bett gegangen sind und das Carsten an dem Abend ziemlich betrunken gewesen sei. Linda sagt aus, dass sie den ganzen Abend in der Küche stand und ihr daher nichts aufgefallen sei. Sie berichtet aber von den toten Kormoranen und dem Zettel am Partyzelt. Nora berichtet Thomas, dass Carsten mit einer jungen Frau wegging, und dass keiner die Johnsons mag. Thomas vernimmt Pär-Anders. Sie seien gegen Mitternacht nach Hause gegangen. Margit berichtet Thomas und Mia aus dem Obduktionsbericht. Es handelt sich um eine männliche Leiche, es gab einen Schlag auf den Kopf, war stark alkoholisiert und starb an einer Rauchvergiftung. Es wurden auch Spuren von Kokain gefunden. Anton zündet am Strand ein Lagerfeuer an. Mia und Thomas kommen zu dem gelöschten Feuer, Mia filmt die Menge, die rumsteht. Anton schleicht sich davon. Jonas und Vera wollen für ein paar Tage auf Mallorca Urlaub machen. Thomas zeigt Nora die Videoaufnahmen vom Strand und Nora identifiziert Anton, Sohn von Olle Granlund – dem ehemaligen Küstenjäger. Olle sagt zu Thomas, dass Anton weder Gebäude anzündet, noch Feuerzeug oder Benzin benutzen würde. Anton gibt dann jedoch zu, dass er den Reisighaufen am Strand angezündet habe, aber nichts mit dem Saunabrand zu tun habe. Er hat den Saunabrand gesehen und dass jemand mit einem kleinen, weißen Boot weggefahren ist. Carsten kommt in einem ähnlichen Boot zu Hause an. Thomas und Mia befragen ihn. Er sagt aus, dass er sich an nichts erinnern kann. Er wachte allein auf, hatte kein Handy dabei und schlief auf einer Insel. Den Russen von der Party kenne er nicht. Carsten lügt die Polizei und Celia an, dass er die blonde Frau nicht kenne, mit der er wegging. Nachdem Celia wegging, hat er der Polizei den Namen genannt: Julia vom Cateringservice. Maria kommt mit den Kindern nach Hause, Carsten begrüßt die Kinder und versucht Maria zu bezirzen. Thomas bittet Nora, Carstens Finanzgeschäfte zu prüfen. Bei einem Glas Wein bei Thomas erzählt er Nora, dass Pernilla befördert wurde und nur noch arbeiten würde. Nora übernachtet bei ihm im Gästezimmer. Carsten entfernt Scherben einer Fensterscheibe, die offenbar eingeschlagen wurde. Als er sich schneidet und Maria ihn verarztet, küssen sie sich, Maria geht weg. Carsten sucht sein Handy, Ceclia ruft Carstens Nummer an und Oliver geht ran. Carsten ist aufgebracht und ohrfeigt Oliver, schreit Maria an. Mia befragt Julia. Sie wurde bei der Cateringfirma gekündigt. An dem Abend ging sie zurück zur Party, um bis zum Ende zu arbeiten. Sie trafen sich danach am Stand, er ließ sie jedoch zunächst eine Stunde warten. Sie sind zu Julia nach Hause und haben dort fast zwei Tage verbracht. Margit berichtet, dass die Zahnfüllungen der Leiche eher auf osteuropäische Zahnmedizin hinweisen würde. Auf den zerbrochenen Glasscherben in der Sauna waren Carstens Fingerabdrücke. Carsten zeigt Thomas und Mia die Fotos, die Julia ihm per E-Mail geschickt hat. Die Zeitstempel der Fotos könnten ihm ein Alibi geben, Thomas lässt die Fotos prüfen. Die Spurensicherung hat auf dem Feuerzeug Fingerabdrücke von Gustav Cronberg, der aber vor 10 Jahren an einer Überdosis Heroin starb. Nora berichtet Thomas, dass Carsten im Immobiliengeschäft tätig war, wobei es Gerüchte zu Korruption gab; es gab viele, die Geld verloren haben, als das Unternehmen Konkurs ging; es waren vor allem Kleinanleger; er hat selbst auch mehrere Millionen verloren, konnte aber mit dem Geld seines Schwiegervaters weitermachen; jetzt macht er Immobiliengeschäfte in Russland; dort gibt es dieselben Gerüchte über Korruption. Carsten ruft Shaun an, und flucht laut in der Öffentlichkeit, dass er das Geld brauche. Mia ermittelt, dass es einen Hannes Cronberg, Gustavs Vater, gibt. Gustavs Mutter ist vor einigen Jahren verstorben. Es gibt aber noch eine Schwester von Gustav – Linda. Diese ist jetzt verheiratet und heißt Öberg – die Frau vom Catering. Nora trifft Maria, sie hat Angst und hat ihren Job bei den Johnsons gekündigt. Celia will zurück nach London, er fleht sie an, zu bleiben. Er beichtet ihr von der Investition in Russland, von der er 60 % oder mehr verliert. Er weiß nicht, wie er die Schulden bezahlen soll. Celia wirft ihm vor, dass es ihr Geld ist. Carsten erzählt ihr, dass er Dimitri an dem Abend niedergeschlagen habe und ihn bewusstlos in die Sauna gebracht habe. Er habe die Sauna aber nicht angezündet. Carsten schnupft wieder Kokain, trinkt und nimmt seine Waffe. Nora geht zu Johnsons. Celia und Kinder wollen gerade gehen. Carsten ist betrunken und wedelt mit der Waffe, er entschuldigt sich bei Oliver, bedroht Celia. Carsten sieht zwei Männer zum Haus kommen, steckt die Waffe in die Tasche und geht nach draußen. Nora ruft Thomas an und bittet dringend um Hilfe. Nach einer Auseinandersetzung mit Carsten gehen die Männer weg und Carsten erschießt sich selbst. Thomas und Mia vernehmen Linda: Gustav vergötterte Carsten, schon damals war klar, dass Carsten auf Erfolg aus war, er hieß damals Lasse Johnson und er habe das Leben ihres Bruders zerstört. Carsten zog Gustav in ein Geschäftsprojekt mit hinein, das Geld war verloren und Carsten ließ Gustav damit allein zurück. Gustav rutschte in die Kriminalität und ab und wurde drogenabhängig, bis er starb. Linda gibt zu, dass sie die Sauna angezündet hat, als sie Carsten wiedererkannte. Sie wusste aber nicht, dass dort jemand in der Sauna war. Jonas und Vera kommen aus dem Urlaub zurück. Pernilla ist ebenfalls zurück und findet Noras Jacke im Gästezimmer. |           |                                   |                   |                           |                                       |                 |                                     |
| 17 | 2         | Im Namen der Wahrheit             | I sanningens namn | 19. Apr. 2018             | 2. Apr. 2018                          | Mattias Ohlsson | Daniel Alfredson, Ditta Bongenhielm |
| Zusammenfassung Simon, der 12-jährige Sohn von Nora und Henrik, freut sich auf eine Woche Segelcamp in Knarrholmen, Nora fährt ihn mit dem Boot zum Camp. Benjamin, Sohn von Christian und Åsa, mag das Knarrholmen-Camp nicht, Christian besteht jedoch darauf, dass er daran teilnimmt, damit sich sein Selbstwertgefühl stärkt. Auf der Insel sammelt der Campleiter Isak alle Handys ein. Christians Geschäftspartner Niklas will Bargeld, jetzt; Christian hat das Geld nicht und muss die Firma erst verkaufen. Thomas übernimmt die Nachtschicht auf Sandhamn, damit er tagsüber mehr zu Hause bei Pernilla und ihrer Tochter ist. Benjamin wird im Camp von Samuel und Sebbe schikaniert. Benjamin fragt die Betreuerin Maja nach seinem Handy, die es aber als Heimweh abtut. Ulrika, die Tochter von Noras Freundin Katja, mietet Brandska für eine Woche. Nora und Jonas essen mit ihr zu Abend. Ulrika ist dabei ein Buch zu schreiben. Ulrika hatte eine Affäre mit einem verheirateten Mann, der die Beziehung beendet hat, sie würde es nun am liebsten sie es seiner Frau sagen. Nora rät davon ab. Pontus ist ein verurteilter Sexualstraftäter, der auf der Insel heimlich Fotos von Benjamin macht. Während die Kinder im Camp tanzen, sieht Benjamin nur von außen zu und geht weg. Pontus folgt ihm. Nora trifft Thomas auf seinem nächtlichen Beobachtungsposten. Er erzählt, dass Pernilla zurück nach Nacka gezogen ist. Zur Verabschiedung umarmen sie ich und werden von Vera fotografiert, die das Foto an Jonas schickt. Vera bereut es und bittet ihren Vater, das Bild zu löschen, ohne es sich anzusehen. Er zeigt es Nora und fliegt nach Thailand, angeblich muss er für einen Kollegen einspringen. Im Segelcamp soll Benjamin mit Samuel und Sebbe segeln. Die Mädchen Lova und Tindra setzen sich dafür ein, dass er bei ihnen mitsegelt. Die drei genießen das Segeln. Später veranstaltet das Camp eine Schnitzeljagd. Benjamin macht bei Samuel und Sebbe mit, während sich Lova und Tindra mit Simon zusammengetan hat. Simon sieht während der Schnitzeljagd Pontus am Steg. Samuel und Sebbe führen Benjamin absichtlich in die Irre und werfen ihn ins kalte Wasser und verschwinden. Pontus findet Benjamin und gibt ihm ein Handtuch. Benjamin trifft Lova, Tindra und Simon und schließt sich ihnen an. Währenddessen haben Samuel und Sebbe Benjamins Kleidung aus dem Zimmer im Camp geklaut. Im Camp sammelt Maja die Antworten ein. Benjamin versucht im Büro über das Festnetz seinen Vater zu erreichen, der bewusst nicht rangeht, weil er meint, dass sein Sohn lernen muss, seine Probleme selbst zu lösen. Benjamin wird dabei von Pontus beobachtet. Pontus betritt den Schlafraum der Jungen und nimmt Benjamins Oberteil. Thomas erwischt die Kriminellen, die Benzin von den Booten anzapfen. Benjamin ist verschwunden, die anderen Kinder suchen auf der Insel nach ihm. Tova findet eine erhängte Puppe, die Benjamins Kleidung trägt. Thomas und Mia werden nach Knarrholmen geschickt. Tova und Simon berichten vom Mobbing. Simon zeigt Thomas die Anlegestelle, an der er Pontus gesehen hat. Samuel und Sebbe geben bei der Befragung das Mobbing zu. Christian beschuldigt Maja. Thomas zeigt Simon ein Foto von Pontus, der ihn identifiziert. Polizei beobachtet Pontus' Haus. Er scheint wochenlang nicht zu Hause gewesen zu sein. Pontus' Fingerabdrücke wurden auf Benjamins Bettgestell und am Fenster gefunden. Mia findet einen Bootsplatz von Pontus auf Dalarö. Thomas verhaftet Pontus und findet Benjamins Pullover auf dem Pontus‘ Boot. Er behauptet, dass er den Pullover im Wald gefunden habe. Die Polizei findet auch die Fotos auf der seiner Kamera. Thomas packt Pontus bei der Befragung, Mia zerrt Thomas weg. Åsa macht ihren Mann Christian für Benjamins Verschwinden verantwortlich. Die Überwachungskamera eines anderen Bootes auf Knarrholmen zeigt, wie Pontus allein mit seinem Boot ablegt. Zehn Minuten später geht Benjamin auf ein anderes Boot und fährt weg. Niklas ruft wieder bei Christian an und fragt nach seinem Geld. Christian fährt zur Firma und fragt Niklas nach Benjamin. Sie streiten sich. Nora und Thomas sitzen am Abend auf dem Bootssteg. Nora empfiehlt Thomas mit Pernilla zu reden. Nachdem Ulrika das Haus verlassen hat, sehen Thomas und Nora Lichtflackern im Haus. Sie gehen ins Haus und finden Benjamin. Als Ulrika zurückkehrt, erklärt sie, dass sie eine Affäre mit Christian hatte. Thomas verdächtigt sie, Benjamin entführt zu haben, da Christian mit ihr Schluss gemacht hatte. Ulrika erwidert, dass Benjamin sie angerufen habe und sie ihn vor „den Psychopaten“ in Sicherheit gebracht hatte. Thomas benachrichtigt Christian, dass es Benjamin gut geht. Christian wurde von Niklas niedergeschlagen und erhält eine Anzeige wegen Körperverletzung. Ulrika wird wegen Entführung verhaftet. Jonas macht Nora einen Heiratsantrag. |           |                                   |                   |                           |                                       |                 |                                     |
| 18 | 3         | Gewissenlos                       | I fel sällskap    | 26. Apr. 2018             | 12. Mai 2019                          | Mattias Ohlsson | Camilla Ahlgren, Martin Asphaug     |
| Zusammenfassung André ist mit Minna verheiratet und hat einen kleinen Sohn, Aron. André schlägt regelmäßig auf Minna ein. Ihre Eltern besuchen sie nach einer neuerlichen Misshandlung im Krankenhaus. Andrés Anwältin Ulrika ist bei Nora. Ulrikas Mandanten wird schwere Steuerhinterziehung vorgeworfen. Nora teilt mit, dass in zwei Wochen Anklage erhoben wird. Nora feiert ihren Junggesellinnenabschied. Im Restaurant trifft sie Thomas, der sein Kommen zur Hochzeit zusagt. Dino, Andrés Mitarbeiter, hatte die letzte Misshandlung an Minna beobachtet und den Notruf gewählt. Als Mia Dino befragt, teilt er mit, dass er den Notruf nicht getätigt habe und sein Telefon gestohlen worden sei. André ruft Minna im Krankenhaus an und bittet um Verzeihung. Er gelobt, dass das nie wieder vorkäme. Minna sagt ihm, dass es aus sei. Noras Ex-Mann Henrik besucht Nora und fragt warum er nicht zur Hochzeit eingeladen wurde? Andre geht zu den Minnas Eltern, diese lassen ihn jedoch nicht ein. Peter wird wütend. André schlägt gegen die Tür, wirft einen Stein durch das Fenster. Sara bricht zusammen und hat einen Herzinfarkt. Mia holt Minna und Aron im Krankenhaus und bringt sie zum Rosengården, einem Frauenhaus. André will ein Boot von Emil kaufen und bewundert das Boot. André lädt Dino zu einer Probefahrt ein. Er fährt sehr schnell, fragt Dino, warum er die Polizei gerufen hat. André kämpft mit Dino und schlägt ihn mit einem spitzen Haken auf den Kopf. Dino ist tot. Nora trifft Thomas erneut im Restaurant und sie essen gemeinsam. Nora erzählt ihm von der fragwürdigen Arbeit des Autohändlers. Thomas Nachbarin Claire hat Thomas auf einer Dating-Seite im Internet angemeldet. Die Wasserpolizei findet ein verlassenes Motorboot mit einer nicht identifizierten Leiche. Mia identifiziert sie als Dino. Ulrika wundert sich, dass Nora als Staatsanwältin so viele Informationen hat. André bestreitet, dass Minna die Informantin sein kann. Thomas und Mia befragen André. Er gibt an, dass er am Vorabend mit Emil Karten gespielt habe. Emil bestätigt da Alibi und meint, dass er über Nacht geblieben sei. Herman ist Verfahrensbeistand für Minna. Sie erzählt, dass André seit Arons Geburt immer brutaler geworden ist. Herman hat von Ulrika einen Brief erhalten, dass Minna laut André Aron gegen seinen Willen entführt habe. Jonas ist zurück zu Hause. Er und Nora gehen zum Probeessen für die Hochzeit. Jonas ist eifersüchtig auf Thomas. André belügt Emil, dass Dino gezockt habe und Schulden gehabt hätte. Ulrika sagt André, dass Minna einen Anwalt hat und er Herman Virtanen heißt. André fährt zu Herman, bedroht ihn mit einer Waffe und lässt ihn gefesselt zurück. André trifft Anna-Marie und bricht ihr die Finger. Nora möchte mit Minna über Andrés Geschäfte reden. Thomas und Nora fahren nach Rosengården. Herman kann sich von den Fesseln befreien und benachrichtigt die Polizei. Minna versteckt sich vor André und schließt sich im Badezimmer ein, André hört jedoch Aron. Als Thomas in Rosengården eintrifft, flieht André. Nora bringt Minna in der VIlla Brandska unter. Thomas bleibt auch dort. Minna zeigt Nora Fotos von Unterlagen aus Andrés Arbeitszimmer. Peter ruft aus dem Krankenhaus seine Tochter Minna an und teilt mit, dass Sara gestorben ist. Jonas gesteht Nora, dass er mit einer dänischen Stewardess untreu gewesen ist. Nora sagt die Hochzeit ab und bittet Jonas zu gehen. Ulrika teilt André mit, dass Nora genug Beweise für eine Anklage hat. Sie sagt ihm, dass er zur Fahndung ausgeschrieben sei und empfiehlt ihm, sich zu stellen. Außerdem solle er sich einen neuen Anwalt suchen. Emil belügt Mia, dass André nicht bei ihm sei. André benutzt Emils Telefon und findet Noras Adresse heraus. Nora erzählt Thomas, dass sie sich von Jonas getrennt hat und die Hochzeit abgesagt ist. André trifft in der Nacht auf Sandhamn ein und bedroht Nora mit einer Waffe. Er zwingt sie, Minnas Aufenthaltsort zu verraten. In der Villa Brandska entwaffnet André Thomas. Er ruft nach Minna und Aron während er mit der Waffe auf Nora und Thomas zielt. Peter taucht auf und erschießt André. Peter sagt aus, dass er wusste, dass André sie finden würde. Er wollte Minna beschützen und wird nun wegen Mordes oder Totschlags angeklagt. Noras Kinder Simon und Anna kehren nach Sandhamn zurück. |           |                                   |                   |                           |                                       |                 |                                     |
| 19 | 4         | In guten wie in schlechten Zeiten | I nöd och lust    | 3. Mai 2018               | 19. Mai 2019                          | Mattias Ohlsson | Katarina Ewers                      |
| Zusammenfassung Thomas und Mia observieren in der Nacht Alkoholschmuggler. Während Thomas Kaffee besorgen geht, sieht Mia, wie ein Lieferwagen ankommt. Mia nähert sich mit gezogener Waffe einem Mann, der Kisten auslädt, als Kim sie von hinten mit einer Stange niederschlägt. Als Thomas zurückkommt, fährt der Lieferwagen weg und er findet Mia bewusstlos und blutend auf. Nora trifft die Schwestern Ebba und Agnes im Sister’s Sjöstrand Restaurant. Die beiden bitten sie, das morgige Menü für den Geburtstag ihrer Mutter Marika zu probieren. Kim liefert im Auftrag Filip Wein und Schnaps für die Feier zum Sjöstrand Restaurant. Thomas findet am Tatort Wodka, der von Sjöstrands importiert wurde. Sjöstrands gehört Marika Sjöstrand. Er befragt dazu den zweiten Geschäftsführer Filip. Filip sagt, dass sie sich hauptsächlich auf Wein konzentriert haben, aber seit ein paar Jahren auch in Polen hergestellten Wodka verkaufen. Ein Teil des Wodkas wird über eine Firma Wine Sweden nach Norwegen weiterexportiert. Thomas ermittelt, dass der Geschäftsführer von Wine Sweden, Kim Ohlsson, mehrere Vorstrafen hat und wegen Körperverletzung, Betrug und Drogendelikten verurteilt wurde. Er vermutet, dass Kim nur ein Strohmann ist. Thomas trifft Nora und erzählt ihr von dem Fall und bittet sie, sich bei Sjöstrands umzuhören. Auf Marikas Geburtstag tritt Nora ihren Ex-Mann Henrik. Er hat sich von seiner Verlobten Marie getrennt. Nora und Henrik tanzen zusammen. Marika wirbt auf der für ihren neuen Wein „Sandhamn“. Filip und Marika flirten auf der Party. Henrik geht nach der Party mit zu Nora, er bleibt zunächst in der Brandska Villa. Als alle Gäste weg sind, wird Agnes gekidnappt. Ebba sagt ihrer Mutter und Stefan am nächsten Morgen, dass Agnes weg sei und das Restaurant nicht abgeschlossen war. Der Kidnapper ruft bei Marika an, das er Agnes habe. Er schickt ein Foto von Agnes. Sie befindet sich gefesselt in einem rostigen Boot. Ebba will die Polizei rufen, Marika und Stefan sind dagegen. Die Kidnapper drohen, dass sie Agnes töten, wenn sie zur Polizei gehen. Margit gibt Thomas telefonisch Bescheid, dass Mia wieder aufgewacht ist. Sie erinnert sich nur wenig. Jonas kommt bei Nora vorbei, um seine letzten Sachen abzuholen. Er trifft Henrik, sie sprechen über Nora. Thomas fährt zu Wine Sweden und befragt Kim zu seinem Alibi für den Abend des Überfalls auf Mia. Er war in Andrews Bar. Die Kidnapper fordern fünf Millionen Kronen. Marika spricht dazu mit Filip, weil sie das Geld aus den Rücklagen nehmen möchte. Thomas bringt Mia ihren Laptop ins Krankenhaus, ihr geht es besser. Thomas zeigt ihr ein Bild von Kim, sie erkennt ihn aber nicht. Nora hat Thomas eine Nachricht auf dem Anrufbeantworter hinterlassen, dass sie etwas über Sjöstrand herausbekommen hat. Henrik und Nora küssen sich und werden leidenschaftlich. Sie werden aber von Thomas unterbrochen, der vorbei kommt. Nora berichtet, dass sie einiges über Marikas Firma herausgefunden habe. Es scheint sich um Schmuggel und Steuerhinterziehung zu handeln. Die Umsätze von Sjöstrand scheinen außerdem nicht gestiegen zu sein, aber die Ausschüttungen an Filip. Marika ist bei Filip und sagt ihm, dass sie jetzt geschieden sei, wenn die Entführung nicht passiert wäre. Ihre Scheidungspapiere liegen unterschrieben zu Hause. Sie küssen sich. Thomas befragt Marika zu den Geschäften mit Wine Sweden. Sie sagt, dass sich ihr Geschäftsführer Filip um solche Dinge kümmert. Marika erhält vom Kidnapper Anweisungen, wo sie hinkommen soll. Währenddessen gelingt es Agnes von dem Boot zu flüchten, wird aber wieder gefasst. Henrik hat eine vorübergehende Wohnung gefunden und gibt Nora die Schlüssel zur Brandska Villa zurück. Thomas besucht Mia im Krankenhaus. Sie hat aus Erinnerungen ein Phantombild gezeichnet, daraufhin zeigt ihr Thomas ein Bild von Filip. Mia identifiziert ihn. Nora trifft Ebba. Ebba erzählt ihr, dass Agnes gekidnappt wurde und heute Abend die Geldübergabe stattfinden soll. Nora versucht Thomas anzurufen, landet aber nur auf seinem Anrufbeantworter. Filip gibt einen Geldkoffer an Marika. Sie bittet ihn, Kim anzurufen und aufzuräumen, damit die Polizei nichts findet. Thomas folgt Filip ins Lagerhaus von Wine Sweden und wird von Kim angegriffen. Thomas überwältigt jedoch Kim. Filip versucht zu flüchten, wird aber von der Polizei aufgehalten. Thomas verhört Filip und zeigt ihm das Phantombild, was Mia erstellt hat. Er möchte seine Anwältin sprechen. Nora erreicht Thomas und informiert ihn über die Entführung von Agnes. Marika und Ebba fahren zu der Insel, auf der die Geldübergabe stattfinden soll. Ebba versteckt sich auf dem Boot und Marika stellt den Koffer auf der Insel ab. Es nähert sich eine Kapuzengestalt, die von Thomas und der Polizei gestellt wird. Es ist Agnes. Währenddessen geht Nora zu Marikas Mann Stefan und fragt nach Agnes. Stefan will weg von Sandhamn und sagt zu Nora, dass Marika ihn verlassen wolle. Die Polizei findet in Marikas Koffer nur Bücher. Marika meint erschrocken, dass dort fünf Millionen Kronen drin waren. Stefan erzählt Nora, dass sie einen Ehevertrag haben und dass er nichts bekommen wird. Marika ruft Stefan an und sie wirft ihm vor, dass sie wisse, was er getan habe. Stefan nimmt Nora das Mobiltelefon weg und will sie festhalten, sie kann sich aber befreien und nimmt den Koffer mit ins Haus. Sie ruft Thomas an und schlägt Stefan nieder. Jocke kommt im Haus von Stefan an, sieht Nora, zieht eine Waffe und nimmt den Koffer. Thomas trifft ebenfalls ein und wird von Jocke am Arm angeschossen. Jocke rennt weg. Die Polizei will ihn aufhalten und erschießt Jocke. Bei Stefans Vernehmung sagt dieser aus, dass er und Jocke planten, Marika Geld zu stehlen. Thomas fragt Stefan, ob er Einblick in die Firma seiner Frau hatte und Marika hochgehen lassen würde. Er lehnt ab. Marika und Filip werden verhaftet. Mia verlässt den Polizeidienst. Nora und Thomas sitzen mit Wein auf dem Bootssteg. Er fragt, ob es mit Henrik wieder was wird. Nora sagt, das ist vorbei. |           |                                   |                   |                           |                                       |                 |                                     |

### Wechsel vom romanbasierten zum Originaldrehbuch
Bis zu Episode 18 (1. bis 6. Staffel) basieren die Drehbücher zu den Filmen auf den Romanen von Viveca Sten. Verfilmt wurden die Fälle 1 bis 5 und 7 bis 9 der Reihe Thomas Andreasson.
Ab Episode 19 (letzte Episode der 6. Staffel) wurden keine weiteren Romane von Sten verfilmt. Die Episoden basieren aber auf den bekannten Figuren der verfilmten Romane. Die Drehbücher stammen von verschiedenen Drehbuchautoren, u. a. von den schwedischen Drehbuchautoren Sara Heldt und Johan Widerberg. Sten schrieb als Co-Autorin die Drehbücher für die Episoden 30 bis 32 (9. Staffel).

### Staffel 7
Die 7. Staffel besteht ebenso aus vier 90-minütigen Filmen. Wie in der 6. Staffel behandelt jeder Film einen eigenen Mordfall. Die schwedische Erstausstrahlung fand ab 3. August 2020 auf C More Entertainment und ab 18. August 2020 auf TV4 statt statt. Im deutschen Fernsehen strahlte das ZDF die Staffel als erstes aus.
| Nr. (ges.) | Nr. (St.) | Deutscher Titel          | Originaltitel | Erstveröffentlichung Schweden | Deutschsprachige Erstausstrahlung (D) | Regie           | Drehbuch                         |
| ---------- | --------- | ------------------------ | ------------- | ----------------------------- | ------------------------------------- | --------------- | -------------------------------- |
| 20         | 1         | Gefährliche Verbindungen | Blå lögner    | 3. Aug. 2020                  | 7. März 2021                          | Mattias Ohlsson | Johan Widerberg, Mattias Ohlsson |
| 21         | 2         | Familiengeheimnisse      | Tvillingarna  | 10. Aug. 2020                 | 14. März 2021                         | Mattias Ohlsson | Sara Heldt, Mattias Ohlsson      |
| 22         | 3         | Scheinwelten             | Löftet        | 17. Aug. 2020                 | 21. März 2021                         | Niklas Ohlson   | Sara Heldt, Martin Cronström     |
| 23         | 4         | Vicky                    | Vicky         | 24. Aug. 2020                 | 28. März 2021                         | Niklas Ohlson   | Gustaf Skördeman                 |

### Staffel 8
Nach schwedischer Zählweise bestehen die Staffeln 8 und 9 aus jeweils drei Doppelfolgen, während beim ZDF nur eine 8. Staffel gezählt wird mit den sechs Filmen. Diese sind seit Mai 2023 in der ZDF-Mediathek abrufbar. Die deutsche Ausstrahlung im linearen TV erfolgte ab dem 14. Mai 2023 wöchentlich bis in den Juni 2023.
| Nr. (ges.) | Nr. (St.) | Titel    | Erstveröffentlichung Schweden | Deutschsprachige Erstausstrahlung (D) | Regie           | Drehbuch                    |
| ---------- | --------- | -------- | ----------------------------- | ------------------------------------- | --------------- | --------------------------- |
| 24         | 1         | Angelica | 8. Aug. 2022                  | 14. Mai 2023                          | Mattias Ohlsson | Sara Heldt, Johan Widerberg |
| 25         | 2         | Lili     | 15. Aug. 2022                 | 21. Mai 2023                          | Niklas Ohlsson  | Sara Heldt, Johan Widerberg |
| 26         | 3         | Olivia   | 22. Aug. 2022                 | 28. Mai 2023                          | Niklas Ohlsson  | Sara Heldt, Johan Widerberg |
| 27         | 4         | Nadia    | 3. Apr. 2023                  | 4. Juni 2023                          | Mattias Ohlsson | Sara Heldt, Johan Widerberg |
| 28         | 5         | Esther   | 10. Apr. 2023                 | 11. Juni 2023                         | Mattias Ohlsson | Sara Heldt, Johan Widerberg |
| 29         | 6         | Max      | 17. Apr. 2023                 | 18. Juni 2023                         | Mattias Ohlsson | Sara Heldt, Johan Widerberg |

### Staffel 9
Nach schwedischer Zählweise ist dies die Staffel 10 mit drei Doppelfolgen. Beim ZDF wurde sie als 9. Staffel mit drei Filmen gezählt. Die deutsche Ausstrahlung im linearen TV erfolgte ab dem 23. März 2025. Als DVD sind diese Folgen als "Staffel 6.1" in deutsch bestellbar. 
| Nr. (ges.) | Nr. (St.) | Titel           | Erstveröffentlichung Schweden | Deutschsprachige Erstausstrahlung (D) | Regie            | Drehbuch                                 |
| ---------- | --------- | --------------- | ----------------------------- | ------------------------------------- | ---------------- | ---------------------------------------- |
| 30         | 1         | Madeleine       | 6. Aug. 2024                  | 23. März 2025                         | Matthias Ohlsson | Viveca Sten, Sara Heldt, Johan Widerberg |
| 31         | 2         | Nikki & Evelina | 14. Aug. 2024                 | 30. März 2025                         | Matthias Ohlsson | Viveca Sten, Sara Heldt, Johan Widerberg |
| 32         | 3         | Birgitta        | 21. Aug. 2024                 | 6. Apr. 2025                          | Niklas Ohlson    | Viveca Sten, Sara Heldt, Johan Widerberg |

## Kritik
Das Lexikon des Internationalen Films beurteilte Mord im Mittsommer anlässlich des Films Die Toten von Sandhamn unzufrieden als eine Reihe, die von Fall zu Fall immer unglaubwürdiger erscheine.
Anlässlich der deutschen Erstausstrahlung der Staffeln 4 und 5 ließ auch Oliver Jungen 2016 in der FAZ kein gutes Haar an der Reihe: Die Filme erinnerten „streckenweise an Werbevideos des Tourismusverbands“. Zur Folge Heute Nacht bist du tot schrieb der Kritiker: „Der Kriminalfall knistert nicht. Das müde Drehbuch legt kaum falsche Fährten, am Ende sind die Bösewichte geständig. Obwohl die Schauspieler allesamt überspielen […], scheinen selbst die Figuren von der Krimihandlung gelangweilt.“
In einer auf prisma.de publizierten Kritik urteilte Eric Leimann anlässlich des Auftakts der siebten Staffel, dass sich an der Krimireihe die Geister schieden. „Wer Krimi als Drama mit Verbrechen interpretiert, wer gar ein realistisches Abbild der Welt und ihrer Abgründe sucht, ist hier fehl am Platze. […] Sollte die attraktive Staatsanwältin mal schnell nach Hause auf ihre Urlaubsinsel Sandhamm müssen, wird sie selbstredend vom George Clooney-haften, graumelierten Kommissar mit einem schicken Boot per Wassertaxi bis an die Tür gebracht. Kriminelle haben hier keine Chance, am Ende siegt das Gute und die Schönheit.“ Gutes Fernsehen sei das allemal, so der Kritiker abschließend.

## Auszeichnungen
2013 und 2014 gab es je eine Nominierung in der Kategorie Bestes Fernsehdrama für den schwedischen Fernsehpreis Kristallen.